# قائمة الأشخاص الذين ادعوا أنهم يسوع
هذه قائمة جزئية لأشخاص بارزين زٌعم، إما من قبل أنفسهم أو من قبل أتباعهم، أنهم تناسخ أو تجسيد ليسوع، أو المجيء الثاني للمسيح.

## القرن السابع عشر

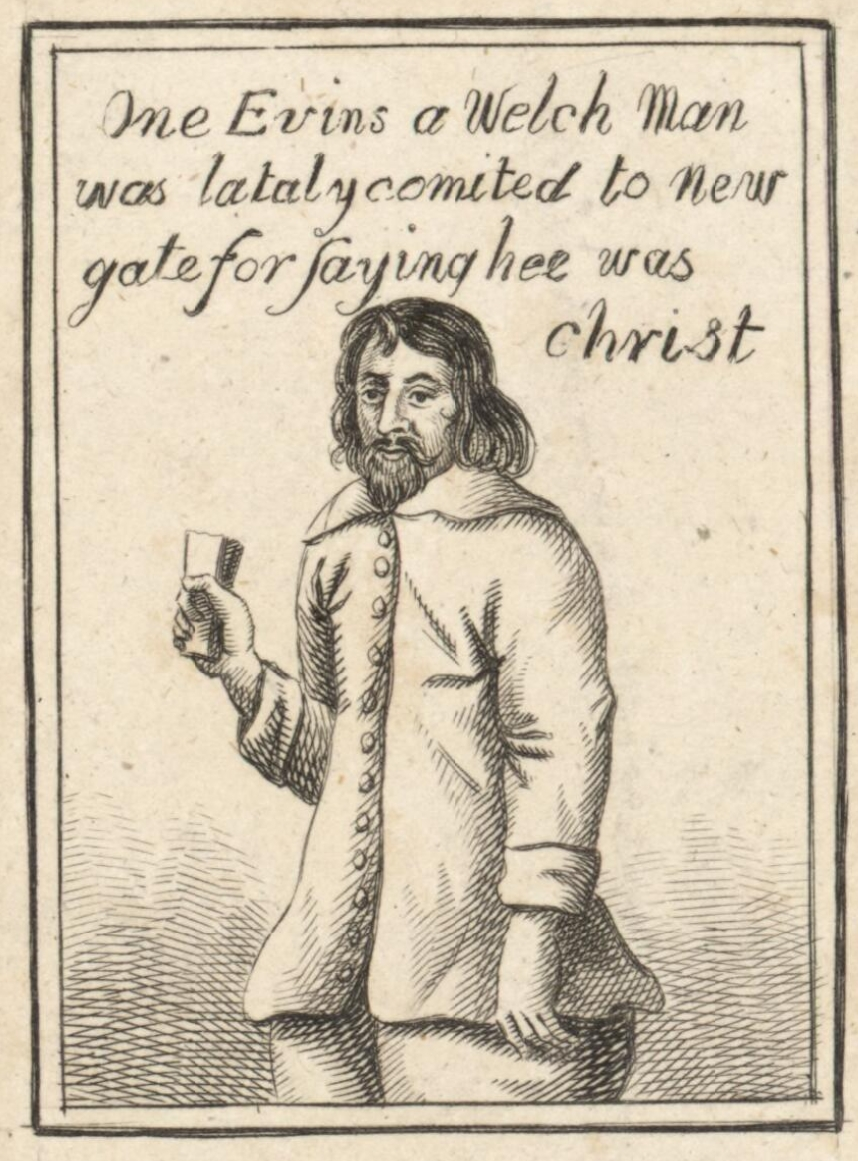
صورة أريز إيفانز.

- أريز إيفانز (1607 – حوالي 1660)، متنبي ويلزي سافر إلى لندن لنشر تنبؤاته. قبض عليه وسجن حوالي عام 1650 في سجن نيوجيت بتهمة انتحال شخصية المسيح.

## القرن الثامن عشر
- كوندراتي سيليفانوف (حوالي 1730 – 1832)، مؤسس وزعيم طائفة الخصيان في الإمبراطورية الروسية.[1]
- آن لي (1736-1784)، مؤسسة وزعيمة الهزازين. أشار إليها أتباع لي باسم "الأم"، معتقدين أنها كانت التجسيد الأنثوي للمسيح على الأرض.[2]

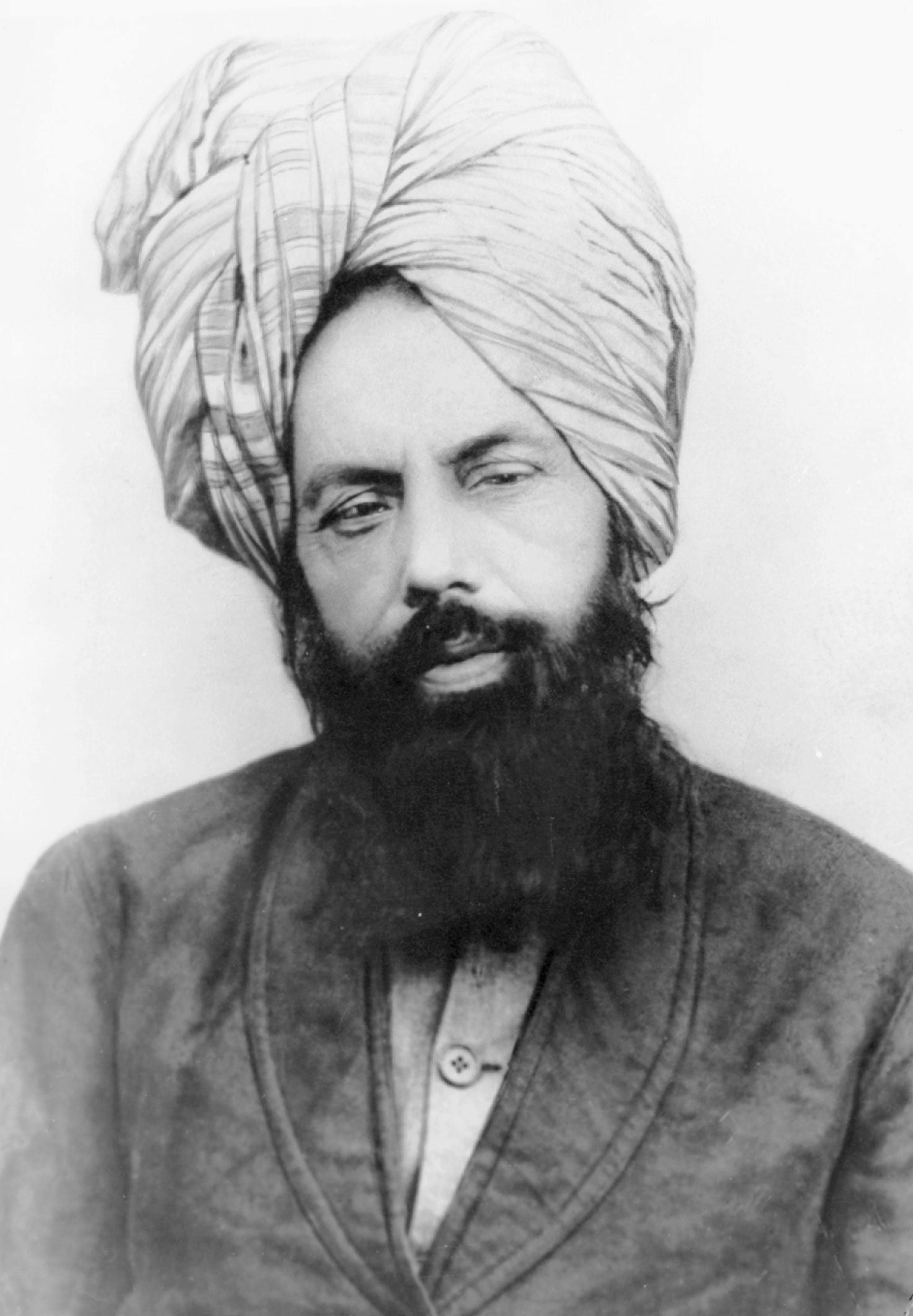
ميرزا غلام أحمد

## القرن التاسع عشر
- جون نيكولز توم (1799-1838)، تاجر وسياسي ادعى أنه "منقذ العالم" وتناسخ يسوع المسيح في عام 1834. قتل خلال مواجهة مع جنود الحكومة في معركة غابة بوسندن في 31 مايو 1838 بالقرب من كنت.[3]
- وليام برايس (1800-1893)، كاهن ويلزي، ادعى أن اثنين من أبنائه كانا يسوع.
- أرنولد بوتر (1804–1872), منشق عن كنيسة قديسي الأيام الأخيرة؛ وادعى أن روح يسوع المسيح دخلت في جسده وأصبح "بوتر المسيح" ابن الله الحي. مات في محاولة للصعود "إلى الجنة" من خلال القفز من الهاوية. انتشلت جثته ودفنت من قبل أتباعه.[4]
- جونز فيري (1813-1880)، أكد أنه كان المجيء الثاني للمسيح، مما أدى إلى فصله من هارفارد.
- بهاء الله (1817-1892)، شيعي، ثم بابي،[5] أسس البهائية في عام 1863.[6] يعتقد الباهيون أنه تحقيق نبوءات المجيء الثاني ليسوع.[7]
- ويليام والتر ديفيز (1833-1906)، زعيم لمجموعة منشقة من قديسي الأيام الأخيرة تسمى مملكة السماء، والتي كانت تقع بالقرب من والا والا، في واشنطن، من 1867 إلى 1881. علم أتباعه أنه كان رئيس الملائكة ميخائيل، الذي عاش في السابق حياة آدم وإبراهيم وداود في الكتاب المقدس. عندما ولد ابنه آرثر في 11 فبراير 1868، أعلن ديفيز أن الطفل هو يسوع المسيح المتجسد؛ بعد الإعلان، تضاعف حجم أتباع ديفيز.[8][9]
- ميرزا غلام أحمد من قاديان، الهند (1835-1908)، ادعى أنه المهدي وكذلك عيسى بن مريم. أسس الطائفة الأحمدية في عام 1889.
- سايروس تيد (1839-1908)، طبيب أمريكي، ادعى أنه تجسد يسوع المسيح وحصل على المعرفة فيما يتعلق بنظرية الأرض المجوفة.[10]
- كارل براون (1849-1914)، ناشط أمريكي وزعيم جيش كوكسي، وادعى أنه تناسخ جزئي ليسوع.[11]

## القرن العشرين
- عبد الله السهيني (أعدم عام 1921). زعيم المساليت السوداني الذي ادعى أنه تجسيد للمسيح ووحد المساليت والفور والعرب والفولاني ضد الاحتلال البريطاني في دارفور في سبتمبر 1921. كان مسؤولاً عن مقتل 41 بريطانياً، وأُعدمه بسبب ذلك.[12]
- مانويل هيريك (1876–1952). سياسي أمريكي رأى نفسه بمثابة تجسيد للمسيح يسوع، وبالتالي حصل على لقب "عضو الكونجرس يسوع أوكلاهوما".
- لم يدعي هيلا سيلاسي الأول (1892-1975) أنه يسوع ولم يوافق على الادعاءات القائلة بأنه يسوع، لكن الحركة الرستفارية، التي ظهرت في جامايكا خلال ثلاثينيات القرن العشرين، تعتقد أنه هو المجيء الثاني. وقد تجسد هذا عندما أصبح إمبراطورًا لإثيوبيا في عام 1930، وهو ما يُنظر إليه على أنه تأكيد لعودة المسيح في سفر الرؤيا 5:5 في العهد الجديد، والذي من المتوقع أيضًا أن يعود مرة ثانية لبدء نهاية العالم المروعة. ويطلق عليه أيضًا اسم جاه راس تافاري، وغالبًا ما يعتبره أعضاء الحركة الراستافارية على قيد الحياة.[13]
- إرنست نورمان (1904-1971)، وهو مهندس كهربائي أمريكي شارك في تأسيس أكاديمية أوناريوس للعلوم في عام 1954، ادعى أنه تجسيد ليسوع وتجسيد لرئيس ملائكة يُدعى رافائيل.[14] ادعى أنه تجسيد لشخصيات بارزة أخرى بما في ذلك كونفوشيوس، وموناليزا، وبنجامين فرانكلين، وسقراط، والملكة إليزابيث الأولى، والقيصر بطرس الأول.[15]

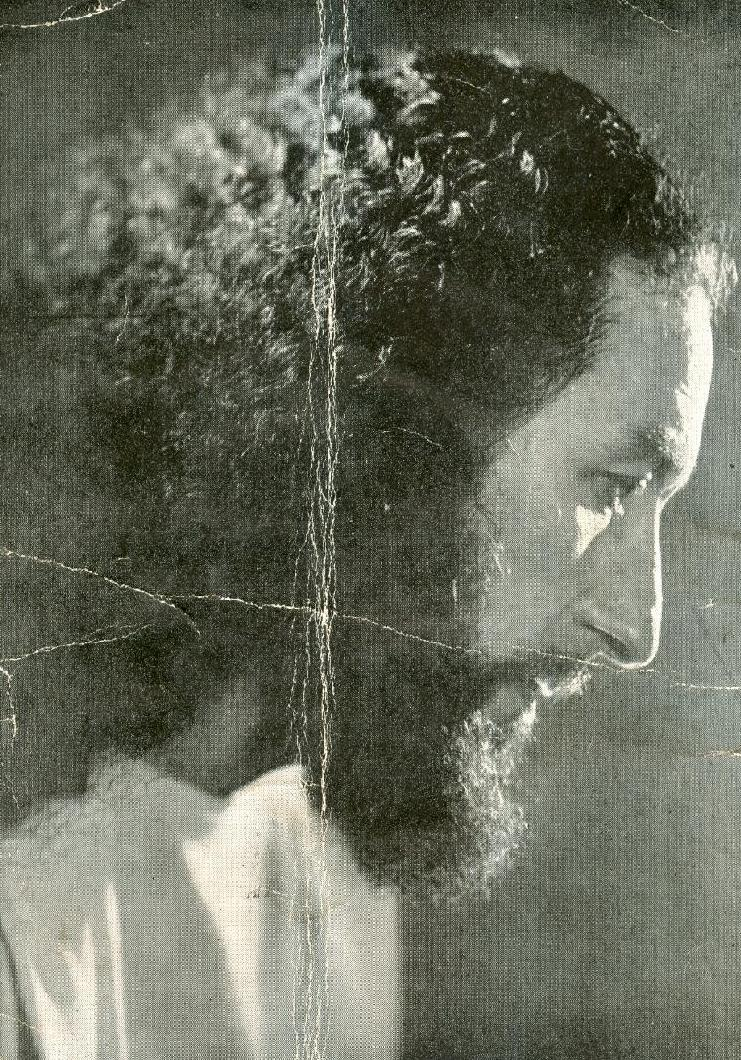
كريشنا فينتا

- كريشنا فينتا (1911-1958)، المولود باسم فرانسيس هيرمان بنكوفيتش في سان فرانسيسكو، أسس طائفة نافورة العالم (الحكمة والمعرفة والإيمان والحب) في سيمي فالي، كاليفورنيا في أواخر الأربعينيات. في عام 1948 أعلن أنه المسيح، المخلص الجديد، وادعى أنه قاد قافلة من الصواريخ إلى الأرض من الكوكب المنقرض نيوفراتس. توفي في 10 ديسمبر 1958، بعد أن فجر انتحاري نفسه على يد اثنين من أتباعه السابقين الساخطين الذين اتهموا فينتا بسوء إدارة أموال الطائفة وكونه على علاقة حميمة مع زوجتيهما.
- جيسو أوينغبو (1915–1988)، وهو رجل نيجيري أعلن أنه يسوع المسيح.[16][17]
- آن ساهنج هونغ (1918-1985)، وهو كوري جنوبي أسس كنيسة جمعية البعثة العالمية في عام 1964، والتي تعترف به باعتباره المجيء الثاني ليسوع. تعلِّم كنيسة الله التابعة لجمعية البعثة العالمية أن زانغ جيلجاه هي "الرب الأم"، ويوضحون أنه يُشار إليها في الكتاب المقدس باسم أم أورشليم الجديدة (غلاطية 4:26)، وأن آن سانج هونغ هو الإله الآب.[18]

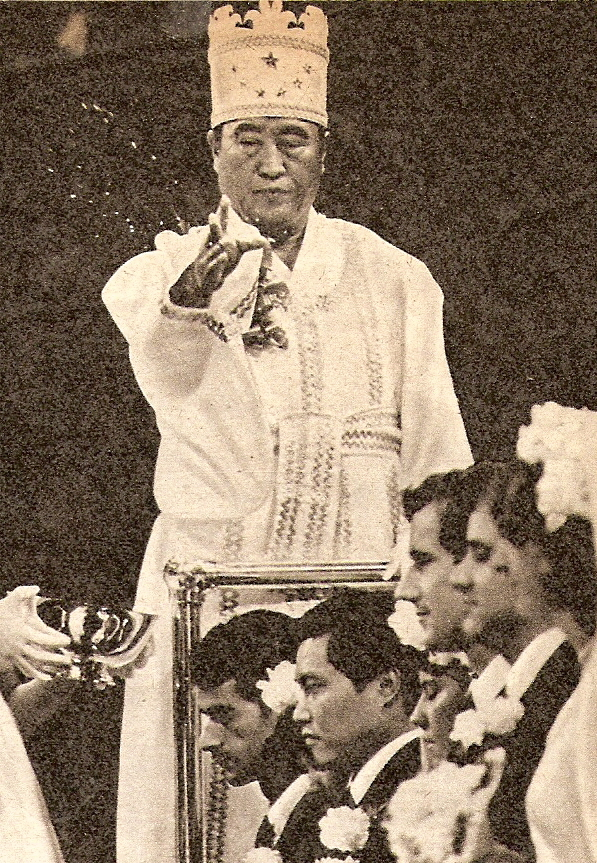
سون ميونغ مون

- سون ميونغ مون، يعتقد أعضاء كنيسة التوحيد أنه المسيح والمجيء الثاني للمسيح، محققًا مهمة يسوع غير المكتملة. يعتبر أعضاء الكنيسة أن سون ميونغ مون وزوجته، هاك جا هان، هما الأبوان الحقيقيان للبشرية باعتبارهما آدم وحواء العائدين.
- جيم جونز، مؤسس معبد الشعوب، الذي بدأ كفرع من طائفة بروتستانتية رئيسية قبل أن يصبح عبادة شخصية مع مرور الوقت. وفي السبعينيات ادعى أنه تناسخ ليسوع، وأخناتون، وبوذا، وفلاديمير لينين، وأنه الآب نفسه. قام بتنظيم عملية انتحار جماعية في جونستاون، غيانا في 18 نوفمبر 1978. أطلق النار على نفسه بعد انتهاء جرائم القتل.
- مارشال أبليوايت (1931–1997). أمريكي نشر رسالة يوزنت يعلن فيها، "أنا، يسوع - ابن الله - أعترف في هذا التاريخ 25/26 سبتمبر 1995:..." ارتكبت جماعته الدينية انتحارًا جماعيًا في 26 مارس 1997، للالتقاء بما اعتقدوا أنها سفينة فضائية مختبئة خلف مذنب هيل-بوب.[19]
- تشارلز مانسن (1934–2017)، مجرم وزعيم طائفة.[20]
- يهوه بن يهوه (1935–2007)، زعيم ديني أمريكي وانفصالي أسود ومؤسس أمة يهوه، وهي حركة دينية جديدة مقرها في فلوريدا، والتي كان لها في ذروتها آلاف المريدين الأمريكيين السود. كان يبشر بأن يسوع كان أسود اللون وأن "الشياطين البيض" يحكمون السود مؤقتًا، وكان يُنظر إليه على أنه يعلم الكراهية. وجهت إليه ثلاث تهم تتعلق بالابتزاز والرشوة على المستوى الفيدرالي، وقد ثبتت براءته منها. ومع ذلك، فقد أدين بالتآمر لارتكاب جريمة قتل.[21]
- لازلو توث (1938)، هو عالم جيولوجي أسترالي من أصل مجري. اكتسب شهرة عالمية عندما خرَّب تمثال بييتا لمايكل أنجلو في 21 مايو 1972. ولم تُوجه اتهامات جنائية إليه بعد الحادث، لكنه أمضى عامين في مستشفى في إيطاليا. وبعد إطلاق سراحه، تم ترحيله على الفور إلى أستراليا..[22][23]
- جي سان باو (1939–1997)، المؤسس والزعيم الأول لـ منتوهوي. في عام 1985، أعلن جي نفسه ابن الله و"المسيح ثلاثي الخلاص" (في إشارة إلى فداء نوح، وفداء لوط، وفداء جي سانباو).
- واين بينت (مواليد 1941)، ادعي قائلًا: "أنا تجسيد الله. أنا الألوهية والإنسانية معًا". أدين في 15 ديسمبر 2008، بتهمة الاتصال الجنسي الإجرامي بقاصر وتهمتين بالمساهمة في جنوح قاصر في عام 2008.
- عارفين محمد (1943–2016)، المعروف أيضًا باسم "آية بين"، مؤسس مملكة السماء المحظورة في ماليزيا عام 1975. ادعى أن له اتصالًا مباشرًا بالسماء ويعتقد أتباعه أنه تجسيد ليسوع. وكذلك شيفا، وبوذا، ومحمد.
- ميتسو ماتايوشي (1944–2018) سياسي ياباني محافظ، أسس في عام 1997 حزب المجتمع الاقتصادي العالمي بناءً على قناعته بأنه الله والمسيح، وأعاد تسمية نفسه بإيسو ماتايوشي. وبحسب برنامجه فإنه سيقوم بالدينونة الأخيرة بصفته المسيح ولكن ضمن النظام السياسي الحالي.
- هوجن فوكوناجا (مواليد 1945) ياباني، في عام 1987 بعد حدث روحي مزعوم ادعى أنه أدرك أنه كان تناسخًا ليسوع المسيح وغوتاما بوذا.
- خوسيه لويس دي خيسوس، ادعى أن المسيح بداخله في عام 2007.
- إنري كريستو (و. 1948)، برازيلي يدعي أنه يسوع الذي تجسد مرة أخرى في عام 1969. يعتبر إنري كريستو وتلاميذه برازيليا بمثابة القدس الجديدة.
- توماس هاريسون بروفنزانو (1949–2000)، قاتل أمريكي مُدان ومن المحتمل أنه كان مريضًا عقليًا. وقارن إعدامه بصلب يسوع المسيح.
- ديفيد آيك (مواليد 1952)، لاعب كرة قدم إنجليزي سابق وصاحب نظرية مؤامرة، قال في مقابلة تلفزيونية عام 1991 مع تيري ووغان إنه "ابن الله".
- حسن مزارجي (مواليد 1954) هو سياسي سابق وعضو في الجمعية الوطنية الكبرى لتركيا (1991-1995) طُرد من حزب الرفاه وسُجن بسبب وجهة نظره المتطرفة ضد العلمانية. وادعى أنه عيسى بعد سجنه.
- شوكو أساهارا (1955-2018) مؤسس جماعة أوم شنريكيو الدينية ومتهم بتنفيذ هجوم بغاز السارين في مترو أنفاق طوكيو عام 1995 وعدد من الجرائم الأخرى. وأعلن نفسه أنه تجسيد للمسيح وشيفا، سيد اليابان الوحيد المستنير. وكانت مهمته المزعومة أن يأخذ على عاتقه خطايا العالم. تعهد بقيادة أتباعه للخلاص في معركة أرمجدون الفاصلة النووية.
- ديفيد كوريش (1959–1993)، قائد طائفة فرع داوودي[24]
- مارينا تسفيغون (مواليد 1960)، أو ماريا ديفي كريستوس، هي زعيمة الأخوية البيضاء الكبرى. في عام 1990 التقت يوري كريفونوجوف، مؤسس الأخوية، الذي اعترف بمارينا كمسيح جديد وتزوجها لاحقًا، وتولى في الطائفة دور يوحنا المعمدان، التابع لتسفيغون.
- سيرجي توروب (مواليد 1961)، ضابط مرور روسي سابق يدعي أنه "ولد من جديد" باسم فيساريون، وتجسيد ليسوع المسيح، مما يجعله ليس "إلهًا" بل "كلمة الله".
- يانغ شيانغبين (مواليد 1973)، امرأة يشار إليها باسم "البرق دنغ" و"المسيح الأنثى" في أدب البرق الشرقي، وهي حركة دينية مسيحية صينية جديدة. تدعي البرق الشرقي أن يسوع قد عاد إلى الأرض كامرأة صينية، مستشهداً بإنجيل متى 24: 27: "لأنه كما أن البرق يخرج من المشارق ويظهر إلى المغارب هكذا يكون أيضا مجيء ابن الإنسان".

## القرن الحادي والعشرين
- أبولو كويبولوي (مولد 1950) هو مؤسس وقائد كنيسة مقرها الفلبين باسم مملكة يسوع المسيح  [لغات أخرى]‏، وقد ادعى بأنه "ابن الله المعيّن".[25]
- محمد علي أغكا (ولد عام 1959)، قاتل تركي ذهب الي الفاتيكان لمحاولة اغتيال البابا يوحنا بولس الثاني في 13 مايو، 1981 بإطلاق النار عليه بهدف قتله. قال في عام 2010: "سألتقي بك في الأيام الثلاثة القادمة. باسم الله القادر على كل شيء، أعلن نهاية العالم في هذا القرن. سيتم تدمير العالم كله، سيموت كل إنسان. أنا لست الله، لست ابن الله، أنا المسيح الأبدي".[26]
- آلان جون ميلر (ولد عام 1962)، وهو مؤمن سابق في شهود يهوه والقائد الحالي لحركة الحقيقة الإلهية  [لغات أخرى]‏ في أستراليا.[27] ميلر يدعي أنه عودة ليسوع المسيح في القرن العشرين لنشر رسائل "الحقيقة الإلهية" التي يقوم بنشرها في الندوات وبأشكال مختلفة من وسائل الإعلام جنبا إلى جنب مع شريكته الحالية ماري سوزان لاك، التي تسمي نفسها هي مريم المجدلية العائدة.[28]
- موريس كليمونز (1972-2009)، وهو مجرم أمريكي مسؤول عن مقتل أربعة ضباط شرطة في عام 2009 في ولاية واشنطن، أشار إلى نفسه في مايو 2009 باسم يسوع.[29]
- إيمي كارلسون (1975-2021) قائدة مجموعة دينية تُسمى "الحب قد فاز"، قال كارلسون أنها كانت آلهة معروفة باسم الإله الأم. وقالت أنها تجسيد للطبيعة الأم، وغايا وكليوباترا ويسوع، وهارييت توبمان، ومارلين مونرو وأنها ادعت أن لديها ذاكرة كاملة لحياتها، بما في ذلك شنقها على الصليب كيسوع.[30][31][32][31]
- أوسكار راميرو أورتيغا هيرناندز (وُلِد في عام 1990). في نوفمبر 2011، أطلق تسعة رصاصات من بندقية على البيت الأبيض في واشنطن العاصمة، معتقدًا أنه يسوع المسيح الذي أرسله الرب لقتل الرئيس الأمريكي باراك أوباما، الذي اعتقد أنه هو المُضاد للمسيح.[33][34]
- تود كينكنون (مولود عام 1981)، رئيس سابق للحزب الجمهوري في ولاية جنوب كارولينا، في عام 2018 قام بقتل وتشويه كلب والدته. أعلن للشرطة أنه كان قدوم يسوع المسيح الثاني وأن الله قد أبلغه أن يفعل ذلك، لأن "كل ألف سنة هناك حاجة إلى أن يكون هناك ضحية ويجب أن ينزف الدم."[35]
- غابي حنا (ولد عام 1991)، شخصية أمريكية ومغنية ومؤلفة أغاني، أعلنت على تيك توك في أغسطس 2022 وعلى العديد من المواقع، أنها قدوم يسوع الثاني.[36]
- عزرا ميلر (مولود عام 1992)، ممثل أمريكي، في يونيو 2022، زعم أنه يسوع، والشيطان، والمشيح للأمريكيين الأصليين.[37] ادعى ميلر لاحقاً أنه يسعى للعلاج من "مشاكل صحة عقلية معقدة".[38]